# الأميرة حجاب

عينة من عمل الأميرة حجاب.

الأميرة حِجاب هي أنثى مجهولة تعمل فنانة شارع بشكل أساسي في باريس في فرنسا. يركز فنها على تحجيب الشخصيات الرئيسية في إعلانات مترو الأنفاق باستخدام الطلاء الأسود.

## المجهولية
هناك حقائق قليلة معروفة عن الأميرة الحجاب.

## العمل
تشتهر الأميرة حجاب بأنها مؤسسة 《الحجابية》، وهي حركة تقوم على 《تحجيب》 الصور الإعلانية؛ فعلياً رسم الحجاب على صور العارضات ليبدو وكأن العارضة مرتدية الحجاب.

## روابط خارجية
- Guardian Gallery